# Lepnica tatarska
Lepnica tatarska (Silene tatarica (L.) Pers.) – gatunek rośliny z rodziny goździkowatych (Caryophyllaceae Juss.). Występuje naturalnie w północnej części Niemiec, w Polsce, Norwegii, Szwecji, Finlandii oraz Rosji (aż po Syberię). 
W Polsce jest gatunkiem rzadko występującym. Rośnie najczęściej na piaszczystych brzegach rzek oraz skrajach lasów. Rośnie w dolinach rzek Wisły, Bugu, Warty oraz dolnej Odry. W Niemczech występuje między innymi na murawach kserotermicznych w Parku Narodowym Doliny Dolnej Odry. W Finlandii gatunek ten pojawił się pod koniec epoki lodowcowej. Wówczas obszar ten porastał głównie step ustępujący później miejsca lasowi iglastemu. Kiedy klimat stał się bardziej kontynentalny siedliska lepnicy tatarskiej ograniczyły się do dolin rzek w północnej części tego kraju. Główne subpopulacje znajdują się wzdłuż rzek Oulujoki oraz Kemijoki. 

## Morfologia

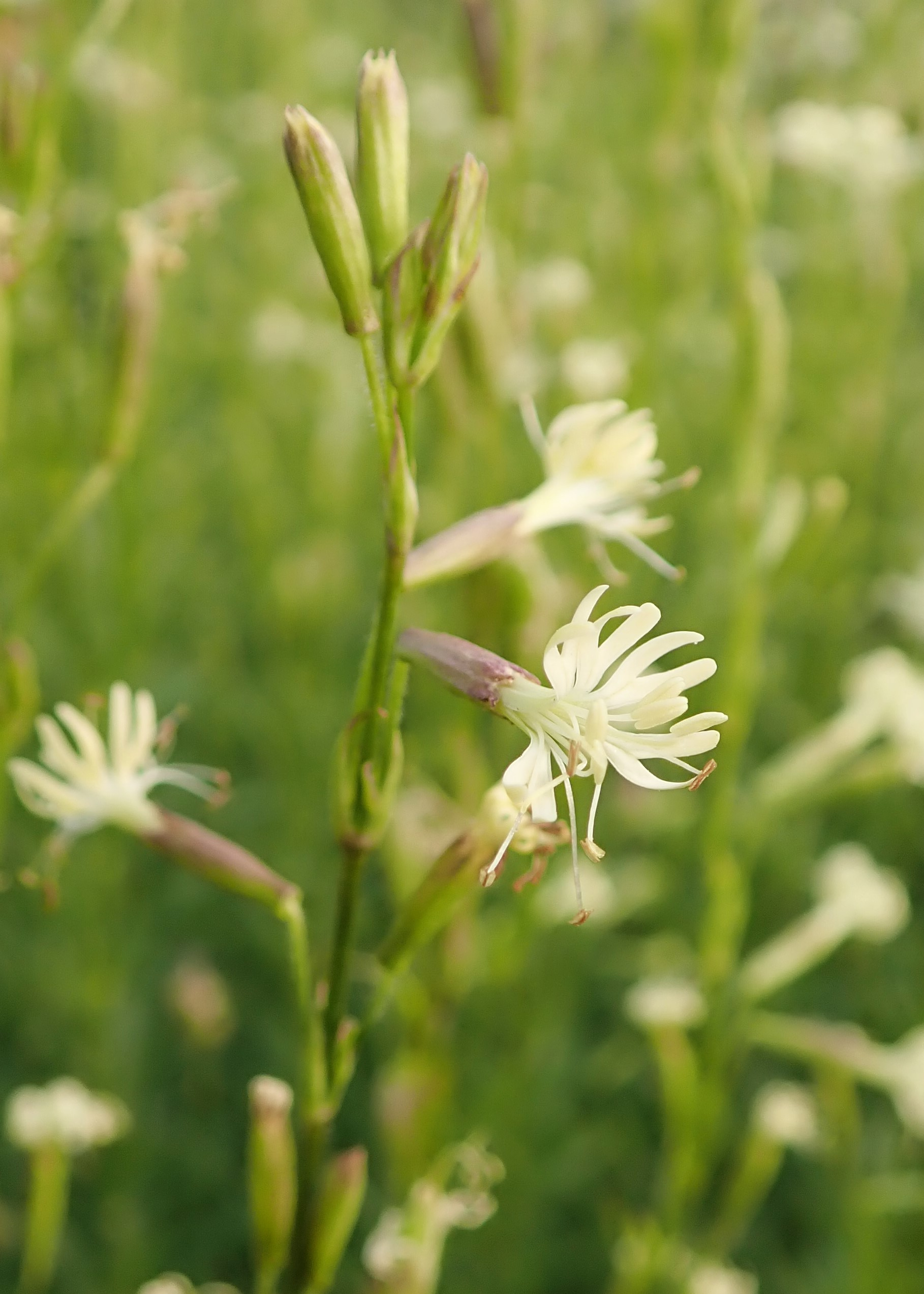
Kwiaty

PokrójBylina dorastająca do 20–80 cm wysokości. Ma liczne łodygi, wzniesione lub dołem nieco pokładające się. Pędy u podstawy są lekko owłosione, natomiast górne partie rośliny są nagie. Włoski są długie, kędzierzawe, wielokomórkowe.
LiścieNaprzeciwległe (na łodydze występuje po 12–16 par liści). Mają lancetowaty lub podłużny kształt, długość 2–4 cm. Blaszka jest całobrzega, zaostrzona, słabo piłkowana u podstawy. Nasady zrastają się w krótką pochwę, tutaj też i na nerwie głównym są nieco owłosione.
KwiatySą polisymetryczne. Zebrane w długie, wąskie i rzadkie kwiatostany, często mające formę jednostronnego grona. Kwiaty o średnicy około 2 cm osadzone są na odstająco owłosionych szypułkach o długości od 7 do 200 mm. Przysadki i podsadki są wąskolancetowate i owłosione. Kielich jest nagi, wąskocylindryczny, w górze nieco rozszerzony. Ma 10 wyraźnych żyłek. Osiąga 9–13  mm długości i zwieńczony jest trójkątnymi, spiczastymi, biało obrzeżonymi ząbkami. Pięć nagich płatków ma białą, zielonkawą bądź żółtawą barwę. Płatki osiągają 13–16 mm długości i są głęboko podwójnie podzielona na łatki o długości 5 mm. W kwiatach znajduje się 10 pręcików. Słupek składa się z 3 owocolistków i zwieńczony jest 3 szyjkami.
OwoceTorebki o cylindrycznym kształcie. Mierzą 8–10 mm długości. Nasiona długości 0,8 do 1 mm są nerkowate, brązowe i pomarszczone.

## Biologia i ekologia

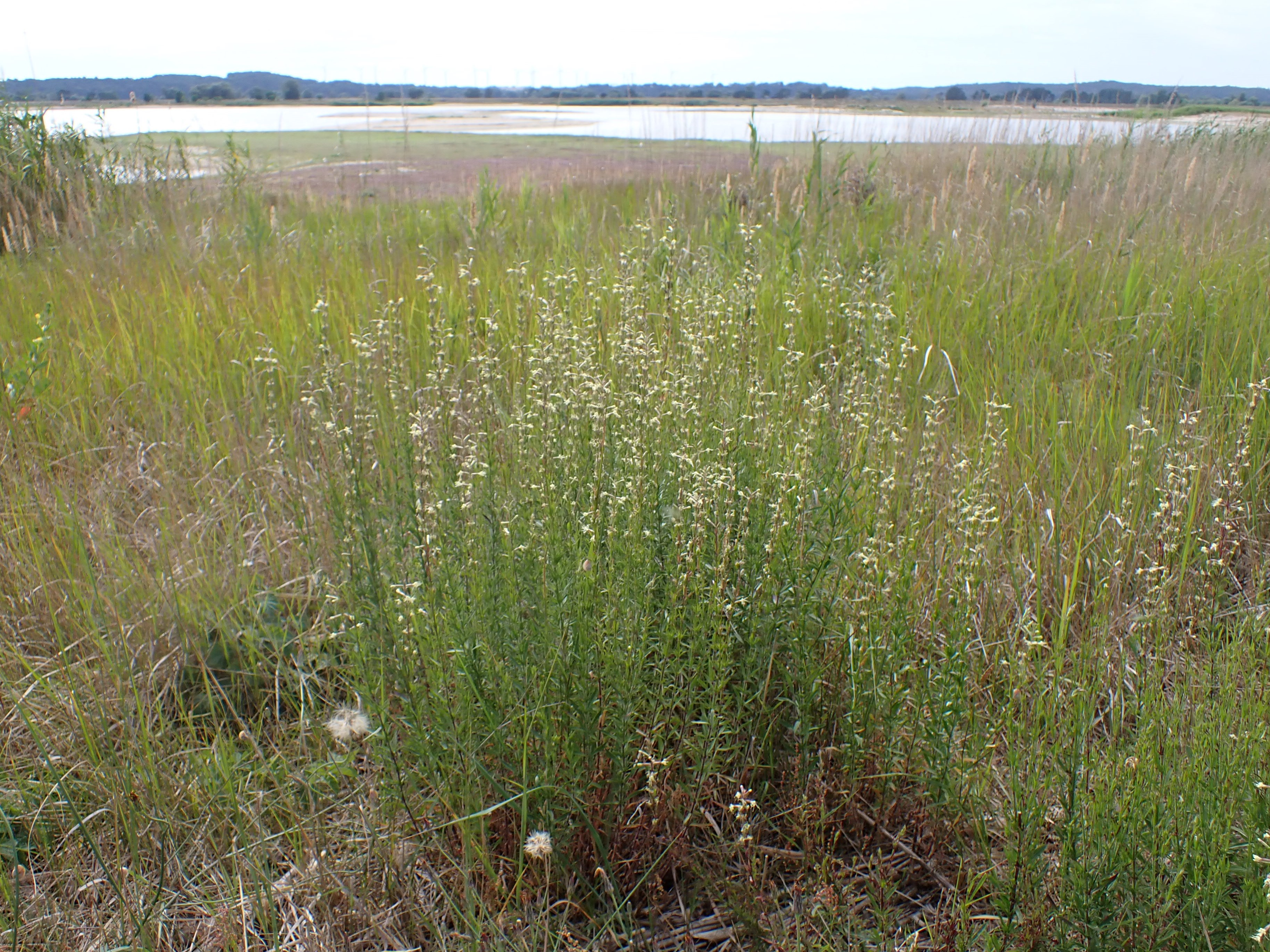
Lepnica tatarska w dolinie dolnej Odry

Rośnie na brzegach rzek, przy ujściach rzek do morza, piaszczystych łachach, wydmach, na polach z piaszczystym podłożem, na poboczach dróg oraz nasypach kolejowych, na skrajach borów sosnowych. Kwitnie od czerwca do września.
Roślina jest zapylana przez owady i wydaje liczne nasiona, które rozprzestrzeniane są przez wodę oraz ewentualnie także przez zwierzęta, a nawet pojazdy. 

### Fitosocjologia
Gatunek charakterystyczny dla kontynentalnych muraw napiaskowych ze związku Koelerion glaucae i zespołu Corynephoro-silenetum tataricae.

## Zagrożenia i ochrona
Umieszczona na polskiej czerwonej liście w kategorii NT (bliski zagrożenia).
W Finlandii roślina ta jest zagrożona wyginięciem. Występowanie muraw budowanych przez lepnicę tatarską ze szczotlichą siwą jest jednym z wyróżników siedliska przyrodniczego wymagającego ochrony w sieci Natura 2000 o kodzie 6120 (Ciepłolubne śródlądowe murawy napiaskowe Koelerion glaucae).